# ميدالية جوته
ميدالية جوته (بالألمانية: Goethe-Medaille) أو وسام جوته هي جائزة ألمانية دولية سنوية يمنحها معهد جوته الألماني للأشخاص الذين قاموا بخدمة الثقافة الدولية بشكل متميز.

## التاريخ
جرى إنشاء وسام جوته من قبل اللجنة التنفيذية لمعهد جوته عام 1954، وفي عام 1955 جرى منح الوسام لأول مرة. في عام 1975 جرى الاعتراف بالميدالية كوسام رسمي من قبل جمهورية ألمانيا الاتحادية.

## سبب التسمية
سميت ميدالية جوته بهذا الاسم نسبة إلى يوهان غوته وهو أحد أبرز الأدباء الألمان.

## معرض صور

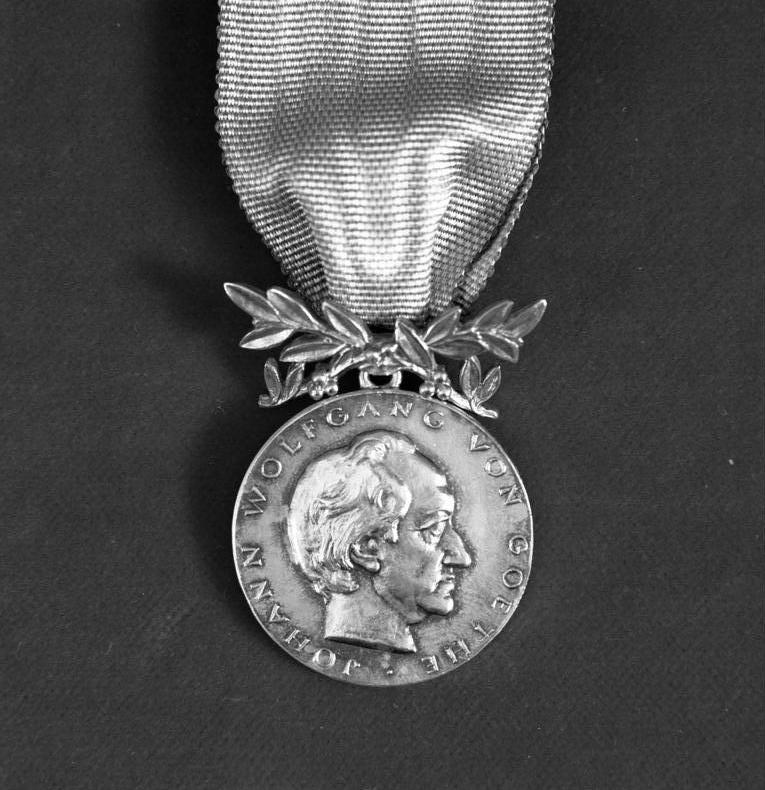
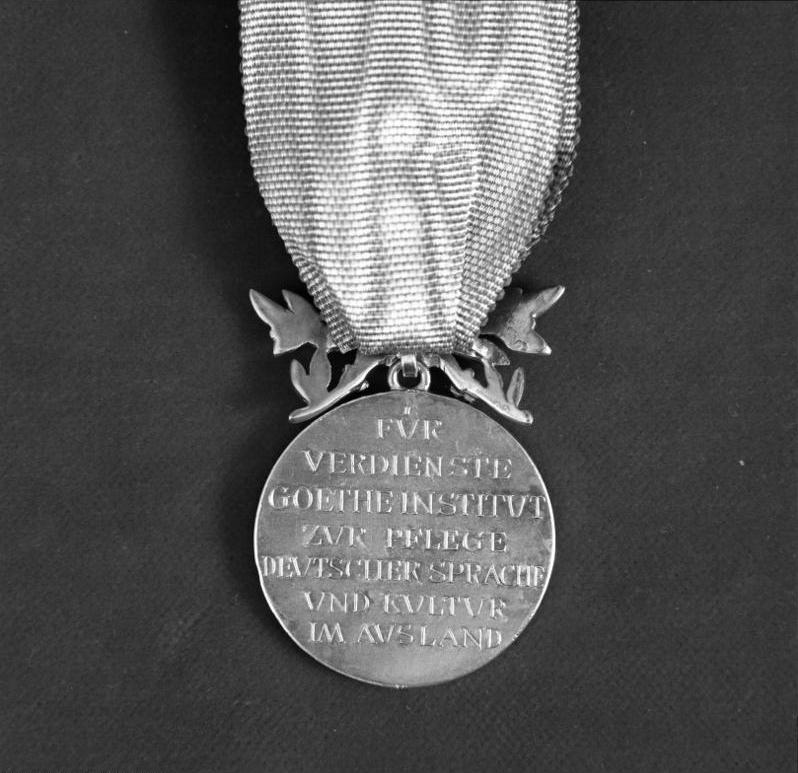

## أبرز الحائزين عليها
- 1981: إكرم أكورجال.[2]
- 2010: فؤاد رفقة.[3]
- 2019: شيرين نشاط.[4]
- 2020: إيان ماك إيوان.[5]

## روابط خارجية
- الموقع الإلكتروني الرسمي لميدالية جوته.